# Temporada da NFL de 1950
A Temporada de 1950 da NFL foi a 31ª temporada regular da National Football League. Neste ano, a fusão entre a All-America Football Conference (AAFC) expandiu a liga para 13 times. Enquanto isso, a televisão trouxe uma nova era para ao esporte. O Los Angeles Rams se tornou o primeiro time da NFL a ter todos os seus jogos - em casa e fora - televisionados. O Washington Redskins se tornou o segundo time a colocar seus jogos na TV. Outras equipes organizaram jogos selecionados para serem televisionados. 
Nesta temporada, ocorreu um empate duplo em ambas as renomeadas conferências (NFL American Conference e NFL National Conference) sendo necessário, assim, duas partidas para definirem os classificados ao championship game da NFL. O jogo decisivo para o campeão da temporada.
Em sua primeira temporada na liga, o Cleveland Browns empatou com o New York Giants na primeira colocação da NFL American Conference, assim como Los Angeles Rams e Chicago Bears, que empataram na primeira colocação da NFL National Conference.
A temporada chegou ao fim em 24 de dezembro de 1950 com ambas as equipes classificadas após as decisões das conferências, Los Angeles Rams e Cleveland Browns se enfrentaram no Cleveland Municipal Stadium para 29,751 espectadores. Após uma partida disputada, o Cleveland Browns venceu por 30 a 28, consagrando-se campeão em sua primeira temporada na National Football League.

## Fusão AAFC - NFL
A National Football League (NFL) e a All-America Football Conference (AAFC) se fundiram antes da temporada, anunciada em 9 de dezembro de 1949. Três franquias provenientes da AAFC - Cleveland Browns, San Francisco 49ers e Baltimore Colts - ingressaram na NFL intactos. Os jogadores da antiga franquia da AAFC, New York Yankees foram divididos entre o New York Giants e o New York Bulldogs (que alteraram seu nome para New York Yanks), o Los Angeles Dons e o Los Angeles Rams se fundiram e uma parte da franquia Buffalo Bills da AAFC foi absorvido pela organização do Cleveland Browns. Um draft especial foi então realizado pelas 13 equipes da liga para alocar o restante dos jogadores da AAFC.
As 13 equipes foram realinhadas nas duas conferências, American Conference e National Conference, que durou três temporadas. A liga resultante flertou brevemente com o nome "National-American Football League", mas restaurou o nome "National Football League" alguns meses depois, em 3 de março de 1950. Ambas as conferências tiveram uma equipe em Nova Iorque, Nova Iorque e Chicago, Illinois, as duas maiores cidades do Estados Unidos na época.A "American Conference" (antiga Eastern Division) tinha seis equipes, incluindo o New York Giants e o Chicago Cardinals, por sua vez, a "National Conference" (antiga Western Division) tinha sete equipes, incluindo o New York Yanks e o Chicago Bears, bem como o Baltimore Colts.
Baltimore Colts foi declarado um "swing team" e jogou uma partida contra cada um das 12 franquias da NFL. A intenção original da fusão era fazer com que o popular Cleveland Browns servisse como esta equipe por dois anos para ajudar igualmente nas receitas de bilheteria em toda a liga, no entanto, isso foi recusado categoricamente por Paul Brown, co-fundador e técnico da franquia. Ao longo de uma temporada de 13 semanas, um time ficou ocioso a cada semana, enquanto os outros 12 se enfrentaram nos seis jogos programados. Cada time jogou em casa e fora de casa contra os outros cinco times em sua conferência, um jogo fora da conferência e um jogo contra o Baltimore Colts ao longo de uma programação de 12 partidas.
A liga também formou o Pro Bowl na temporada de 1950. Embora a liga tenha tentado uma partida all-star anualmente entre 1938 e 1942, ela cancelou  por conta da Segunda Guerra Mundial e não o reviveu assim que a guerra chegou ao fim. Ao contrário do formato all-star, que colocava o campeão mais recente da liga contra os melhores jogadores da liga, o Pro Bowl colocaria dois times all-star, um de cada conferência, um contra o outro, formato que é utilizado nos dias de hoje. 
Além disso, a temporada de 1950 viu o primeiro jogo ser disputado fora dos Estados Unidos, quando o New York Giants enfrentou o Ottawa Rough Riders da Interprovincial Rugby Football Union em uma partida de exibição em 12 de agosto, no Lansdowne Park em Ottawa, Ontario no Canadá.  Eles repetiram o feito em 1951; ambos vencidos pelos Giants. 

## Draft
O Draft para aquela temporada foi realizado novamente no Bellevue-Stratford Hotel na Filadélfia, Pensilvânia, entre os dias de 20 e 21 de Janeiro de 1950. E, com a primeira escolha, o Detroit Lions selecionou o defensive end, Leon Hart da Universidade de Notre Dame.

## Classificação Final
Assim ficou a classificação da final da National Football League em 1950.
P = Nº de Partidas, V = Vitórias, D = Derrotas, E = Empates, PCT = Porcentagem de vitória, DIV = Recorde de partidas da própria divisão, PF = Pontos a favor, PA = Pontos contra
| NFL American Conference |    |   |   |      |     |     |     |
| Time                    | V  | D | E | PCT  | DIV | PF  | PC  |
| Cleveland Browns        | 10 | 2 | 0 | .833 | 8–2 | 310 | 144 |
| New York Giants         | 10 | 2 | 0 | .833 | 8–2 | 268 | 150 |
| Pittsburgh Steelers     | 6  | 6 | 0 | .500 | 5–5 | 180 | 195 |
| Philadelphia Eagles     | 6  | 6 | 0 | .500 | 4–6 | 254 | 141 |
| Chicago Cardinals       | 5  | 7 | 0 | .417 | 3–6 | 233 | 287 |
| Washigton Redskins      | 3  | 9 | 0 | .250 | 1–8 | 232 | 326 |

| NFL National Conference |   |    |   |      |     |     |     |
| Time                    | V | D  | E | PCT  | DIV | PF  | PC  |
| Los Angeles Rams        | 9 | 3  | 0 | .750 | 9–2 | 466 | 309 |
| Chicago Bears           | 9 | 3  | 0 | .750 | 8–2 | 279 | 207 |
| New York Yanks          | 7 | 5  | 0 | .583 | 7–4 | 366 | 367 |
| Detroit Lions           | 6 | 6  | 0 | .500 | 5–6 | 321 | 285 |
| San Francisco 49ers     | 3 | 9  | 0 | .250 | 3–8 | 213 | 300 |
| Green Bay Packers       | 3 | 9  | 0 | .250 | 2–9 | 244 | 406 |
| Baltimore Colts         | 1 | 11 | 0 | .083 | 1–4 | 213 | 462 |

## Playoffs
A única partida de playoff agendado era o NFL Championship Game. As duas partidas de finais de conferência foram desempates.
|  | Partida de Desempate         | Partida de Desempate |    |  | NFL Championship Game      | NFL Championship Game |  |
|  |                              |                      |    |  |                            |                       |  |
|  | 17 de Dezembro – Los Angeles |                      |    |  |                            |                       |  |
|  | Chicago Bears                | 14                   |    |  |                            |                       |  |
|  | Los Angeles Rams             | 24                   |    |  |                            |                       |  |
|  |                              |                      |    |  |                            |                       |  |
|  |                              |                      |    |  | 24 de Dezembro - Cleveland |                       |  |
|  |                              |                      |    |  | Los Angeles Rams           | 28                    |  |
|  |                              | Cleveland Browns     | 30 |  |                            |                       |  |
|  |                              |                      |    |  |                            |                       |  |
|  |                              |                      |    |  |                            |                       |  |
|  |                              |                      |    |  |                            |                       |  |
|  | 17 de Dezembro - Cleveland   |                      |    |  |                            |                       |  |
|  | New York Giants              | 3                    |    |  |                            |                       |  |
|  | Cleveland Browns             | 8                    |    |  |                            |                       |  |

## Líderes em estatísticas da Liga
| Estatística                                 | Nome             | Equipe            | Total |
| ------------------------------------------- | ---------------- | ----------------- | ----- |
| Passando                                    |                  |                   |       |
| Jardas de Passe                             | Bobby Layne      | Detroit Lions     | 2323  |
| Passes para TD                              | George Ratterman | New York Yanks    | 22    |
| % de Passes Completos                       | Bob Waterfield   | Los Angeles Rams  | .573  |
| Correndo                                    |                  |                   |       |
| Jardas Corridas                             | Marion Motley    | Cleveland Browns  | 810   |
| Corridas para TD                            | Johnny Lujack    | Chicago Bears     | 11    |
| Recebendo                                   |                  |                   |       |
| Jardas Recebidas                            | Tom Fears        | Los Angeles Rams  | 1116  |
| Nº de Recepções                             | Tom Fears        | Los Angeles Rams  | 84    |
| Recepções para TD                           | Bob Shaw         | Chicago Cardinals | 9     |
| Defesa                                      |                  |                   |       |
| Interceptações                              | Spec Sanders     | New York Yanks    | 13    |
| Times Especiais                             |                  |                   |       |
| Média de Punt                               | Fred Morrison    | Chicago Bears     | 43.3  |
| Números coletados do Pro Football Reference |                  |                   |       |

## Prêmios
Apesar de ter sido criada e entregue um prêmio na temporada de 1948, a United Press International NFL Most Valuable Player Award, abreviada UPI NFL MVP, não voltou a entregar prêmios a jogadores de futebol americano da NFL antes de 1951.

## Treinadores

### Lista de Treinadores
| American Conference          | National Conference       |
| ---------------------------- | ------------------------- |
| Chi Cardinals: Curly Lambeau | Baltimore: Clem Crowe     |
| Cleveland: Paul Brown        | Chi Bears: George Halas   |
| NY Giants: Steve Owen        | Detroit: Bo McMillin      |
| Philadelphia: Greasy Neale   | Green Bay: Gene Ronzani   |
| Pittsburgh: John Michelosen  | Los Angeles: Joe Stydahar |
| Washington: Herman Ball      | NY Yanks: Red Strader     |
|                              | San Francisco: Buck Shaw  |

### Troca de Treinadores
- Baltimore Colts: Clem Crowe se tornou o novo técnico do time em 1950. Cecil Isbell, o primeiro técnico dos Colts na história da franquia, foi demitido após quatro jogos na temporada AAFC de 1949 e foi substituído por Walter Driskill[15].
- Chicago Cardinals: Curly Lambeau entrou como novo treinador principal. Phil Handler e Buddy Parker serviram como co-treinadores principais nos primeiros seis jogos em 1949, e então Parker se tornou o único treinador nos últimos seis jogos[16].
- Green Bay Packers: Curly Lambeau renunciou e se juntou aos Cardinals. Gene Ronzani se tornou o novo técnico do Packers[17].
- Los Angeles Rams: Clark Shaughnessy foi substituído por Joe Stydahar[18].
- New York Yanks: Charley Ewart foi substituído por Red Strader[19].

## Troca de Estádios
- Baltimore Colts: o Estádio Municipal de Baltimore foi renomeado a Memorial Stadium[20].
- New York Yanks: os Yanks mudaram-se do Polo Grounds para o Yankee Stadium[21].

## Biografia
- NFL Record and Fact Book (ISBN 1-932994-36-X)
- NFL History 1931–1940 (Last accessed December 4, 2005)
- Total Football: The Official Encyclopedia of the National Football League (ISBN 0-06-270174-6)